# سلوه
تقع منطقه سلوه بالضفة الغربية لنهر النيل شمال أم درمان وجنوب المتمة وهي من مناطق الجعلين التي لها دور في مسار التاريخ السوداني وبها أكبر حوض زراعي في نهر النيل وتبلغ مساحته 50000الف فدان منتج لجميع البقوليات والخضروات.
ويحدها من الجنوب قرية الجريف والعقبة (مرتفعات) ومن الشمال قرى طبقة والهوبجي وهي موازية لقرية ود بانقا المحطة عند الضفة الشرقية للنيل.
لاتاريخ علاقة كبيرة بسلوة من الاسم والموقع من الواضح جدا أن سلوة اسما نوبيا (اسم ملكة) كانت تدعي سلوه بن الملك شانتيل احدي ملوك العنج.
موقع سلوة له أبعاد مهمة في تدعيم فكرة أن سلوة ليست مثل جاراتها من المناطق، حيث تقع غرب منطقة النقعة والمصورات على الضفة الغربية لنهر النيل وهذا له مدلول آخر على عظمة سلوة. مع عملنا بتغير مجرى نهر النيل وهذا يعزز فرضية أن سلوة كانت قريبة جدا من النقعة وكان سكانها من العنج والان توجد قبورهم.
ويوجد بها انصهار بين القبايل، الجعليين يشكلون النسبة الأكبر من السكان والشايقيه والهواوير والبطاحين وقبائل أخرى
التعليم.
وتم تاسيس أول مدرسه ابتدائية في العام 1953 وكانت قبله لكل طلاب المناطق المجاورة. وكانت مدرستها الثانوية الوسطي تستقبل الطلاب من كل أنحاء ولاية نهر النيل.

## سوق سلوة
تاسس في فترة الحكم الإنجليزي في السودان هو أكبر الأسواق في ولاية نهر النيل.
وتبلغ مساحة حوالي 15الف متر مربع تقريبا. ويجمع جميع الباعة من القري المجاورة. ويحتوي على سوق مواشي ومحاصيل والخضروات والعديد من المبيعات.
ويوجد به مشفى ومحكمة أهلية

## احياء سلوة

### حي السوق وفريق العمدة
وفيها سوق سلوة العريق ومساكن آل العمدة عبد الله صالح النوروال الأزرق ويوجد بها مسجد سلوة الكبير.

### حلة الجعليين
وفيها مدرسة سلوة القديمة وصهريج المياه ومسجد ومن سكانها آل عبد الرازق.

### حلة الفقرا
شمال قرية سلوة المركز ويفصلها عن فريق العمدة وادي جبرونة وسكانها آل أب شعر وود التويم.

### البواليد والعكوداب
وأغلب سكانها من الجعليين الجابراب الشايقية و الحسانية